# Теодор Лайман
Теодор Лайман ([ˈlaɪmən], англ. Theodore Lyman; 23 листопада 1887, Бостон — 11 жовтня 1954, Кембридж) — американський фізик-експериментатор.

## Кар'єра
Роботи в основному присвячені оптиці та спектроскопії.
В 1906 році Теодор Лайман відкрив першу лінію (під керівництвом У. Себіна і на основі удосконаленого метода В. Шумана) в ультрафіолетовій частині спектра гідрогену. Решта ліній спектральної серії (серія Лаймана) були відкриті ним в 1906-14 роках.
Отримав ультрафіолетові спектри газів та металевих іскор аж до 500 Å.
У 1906 р. встановив стандарти в ультрафіолетовій області спектру і перший виміряв довжини хвиль в області вакуумного ультрафіолету.
Запропонував двощілинний вакуумний спектрограф (спектрограф Лаймана).
Лайман був асистентом професора фізики в Гарвардському університеті, а пізніше став повним професором в 1917 році, був також директором фізичної лабораторії Джефферсона (1908-1917). Він провів важливі дослідження явищ, застосовуючи дифракційні ґратки, по визначенню довжини хвилі вакуумного ультрафіолетове випромінювання, виявлених Віктором Шуманом, а також дослідив властивості коротких електромагнітних хвиль.

## Військова служба
Під час Першої світова війна він служив у Франції в американському Експедиційному корпусі у званні майора.

## Нагороди і пам'ять
- В його честь названа  серія Лаймана з спектральних ліній.
- Кратер Лаймана на зворотному боці Місяця названо в його честь.
- Він був обраний членом Американської академії мистецтв і наук в 1901 році.[3]
- Він був обраний членом Національної академії наук Сполучених Штатів у 1917 році.[4]
- Він був обраний членом Американського філософського товариства в 1918 році.[5]
- Він був нагороджений Франклінським інститутом  медалю Елліота Крессона в 1931 році.
- Фізична лабораторія Лаймана Гарвардського університету названа на його честь.